# Historia kontrafaktyczna
Historia kontrafaktyczna (historia wirtualna) – kierunek w naukach historycznych wykorzystujący hipotetyczne założenie, że pewne kluczowe zdarzenia historyczne nie miały miejsca lub zakończyły się inaczej niż w rzeczywistości. Szukając metodami naukowymi odpowiedzi na pytanie "Co by było gdyby...?" historia kontrafaktyczna jest instrumentem umożliwiającym lepsze zrozumienie i poznanie złożonych procesów historycznych.
Historii kontrafaktycznej nie należy mylić z rewizjonizmem ani z tzw. historią alternatywną, która jest gatunkiem literackim lub filmowym, zaliczanym do fantastyki.

## Metodologia
Jednym z aspektów historii kontrafaktycznej jest polemika z deterministycznymi teoriami dziejów, głównie marksizmem, wychodząc z założenia, że historia wielokrotnie mogła potoczyć się inaczej, a o przebiegu danego procesu historycznego mógł zadecydować przypadek bądź podjęta w danym momencie decyzja. Z reguły historię kontrafaktyczną stosuje się do wydarzeń historii najnowszej, dla których dysponuje odpowiednią ilością źródeł. Im dalej wstecz tym większe ryzyko błędu i stopień spekulacji.
Często rozważane są alternatywne scenariusze dla historii wojen i wojskowości. Rola przypadku, wynalazków i rozwiązań technicznych czy arbitralnych decyzji podejmowanych przez konkretnych ludzi jest tu o wiele większa niż w przypadku innych gałęzi historii.
Historia kontrafaktyczna usiłuje – na podobieństwo nauk przyrodniczych lub ekonomii – zastosować w badaniach nad historią metody empiryczne, eksperyment myślowy. Za pionierską uważa się, opublikowaną w 1964 r. pracę Railroads and American Economic Growth: Essays in Econometric History (Koleje żelazne a rozwój gospodarczy Ameryki: Eseje z historii ekonometrycznej). Jej autor, Robert Fogel, jeden z twórców kliometrii, zaprezentował wyniki badań, które miały odpowiedzieć na pytanie czy kolej żelazna była motorem rozwoju gospodarczego USA pod koniec XIX wieku. Wyniki badań, w których zastosował metody ilościowe (ekonomiczne i statystyczne) wskazywały, że rezultatem hipotetycznego braku kolei żelaznych byłoby tylko niewielkie zmniejszenie tempa rozwoju.

## Znaczące dzieła i przedstawiciele
W 1991 Geoffrey Hawthorne, brytyjski socjolog z Uniwersytetu Cambridge opublikował pracę Plausible Worlds: Possibility and Understanding in History and the Social Sciences (Światy możliwe do przyjęcia: Możliwości i zrozumienie w historii i naukach społecznych), w której na przykładzie trzech eksperymentów myślowych dotyczących wydarzeń z różnych epok historii sformułował teorię historii kontrafaktycznej.
Największą popularność zdobył wydany w 1997 zbiór kontrafaktycznych esejów różnych historyków: Virtual History: Alternatives and Counterfactuals (Historia virtualna: Alternatywy i kontrafakty). Współautor i redaktor, brytyjski historyk Niall Ferguson, zwolennik i orędownik historii kontrafaktycznej, zaznaczył we wstępie, że prezentowane w niej kontrafaktyczne warianty wydarzeń zawierają hipotetyczne posunięcia i rozwiązania, które uczestnicy znali i które były rozważane jako możliwe.
Typowym przykładem historii kontrafaktycznej jest, zamieszczony w Virtual History, esej Nialla Fergusona Unia Europejska Kaisera: A gdyby Wielka Brytania nie przystąpiła do wojny w sierpniu 1914? (The Kaiser's European Union: What if Britain had "stood aside" in August 1914?). Zdaniem autora, choć wybuch wojny na kontynencie był od któregoś momentu nieunikniony, decyzja rządu brytyjskiego o przystąpieniu do niej nie była równie oczywista. Istniały realne możliwości podjęcia decyzji o neutralności lub przystąpienia do wojny w kilka tygodni później. W obu przypadkach zaważyłoby to na wynikach wojny. Brak brytyjskiego korpusu ekspedycyjnego na froncie zachodnim umożliwiłby Niemcom pokonanie Francji i zwycięstwo w stosunkowo krótkiej wojnie. Kontynentalna Europa pod dominacją niemiecką byłaby konstrukcją podobną do dzisiejszej Unii Europejskiej. Być może nie nastąpiłby upadek carskiej Rosji i rewolucja w tym kraju. „Po zwycięstwie Kaisera, Hitler mógłby przeżyć swoje życie jako nieudany artysta i spełniony żołnierz w zdominowanej przez Niemcy Europie Środka, na którą miałby niewiele powodów do narzekania.”